# Russell Hessey
B. Russell „Russ“ Hessey († 10. April 2018) war ein Spezialeffektkünstler und -koordinator, der zweimal mit dem Oscar für technische Verdienste ausgezeichnet wurde.

## Leben
Russell Hessey war in den 1960er Jahren Mitarbeiter der Universal City Studios. Für seinen dort getätigten Umbau eines Maschinengewehrs für Filmaufnahmen wurde er 1970 gemeinsam mit dem ebenfalls bei den Universal City Studios angestellten Robert M. Flynn mit dem Oscar für technische Verdienste (Class III) ausgezeichnet.
Später war er für Special Effects Spectacular, Inc. tätig. Hessey hat in den 1980er und 1990er Jahren für mehrere seiner Erfindungen im Bereich der Filmwaffen, wie elektronisch zündbare Munition zur Effekterzeugung oder ein tragbares Raucherzeugungsgerät, Patente eingereicht. 1995 wurde er mit einem zweiten Oscar für technische Verdienste ausgezeichnet.
Hessey starb am 10. April 2018.

## Filmografie
- 1976: Gemini Man (Fernsehserie, 12 Episoden)
- 1978: Gottseidank, es ist Freitag (Thank God it’s Friday)
- 1978: Die Körperfresser kommen (Invasion of the Body Snatchers)
- 1979: Roots – Die nächsten Generationen (Roots: The Next Generations, Fernsehserie, 7 Episoden)
- 1979: Angst im Superexpress (Supertrain)
- 1979: Vegas (Vega$, Fernsehserie, 1 Episode)
- 1981: Enos (Fernsehserie, 1 Episode)
- 1981: Der Einzelgänger (Thief)
- 1981: Der geheimnisvolle Fremde (Raggedy Man)
- 1982: Die Blauen und die Grauen (The Blue and the Gray, Fernsehserie, 3 Episoden)
- 1983: Cross Creek – Ich kämpfe um meine Freiheit (Cross Creek)
- 1984: Krieg der Eispiraten (The Ice Pirates)
- 1985: What Comes Around
- 1985: Der Verrückte mit dem Geigenkasten (The Man with One Red Shoe)
- 1985: The Steel Collar Man (Fernsehfilm)
- 1986: Fackeln im Sturm (North and South, Fernsehserie, 6 Episoden)
- 1988: Lincoln (Fernsehzweiteiler)
- 1989: Mörderischer Trieb (She Knows Too Much, Fernsehfilm)
- 1990: Hard to Kill
- 1991: Stone Cold – Kalt wie Stein (Stone Cold)
- 1991–1992: Jake und McCabe – Durch dick und dünn (Jake and the Fatman, Fernsehserie, 22 Episoden)
- 1992: Trucker 2 (Revenge on the Highway, Fernsehfilm)
- 1994: Deep Red (Fernsehfilm)
- 1994: Ausgerechnet Alaska (Northern Exposure, Fernsehserie, 1 Episode)
- 1994: Das Geheimnis von Seacliff Inn (The Haunting of Seacliff Inn, Fernsehfilm)
- 1995: Die Heiligen der letzten Tage (The Avenging Angel, Fernsehfilm)
- 1996: Assassination File: Operation Laskey (The Assassination File, Fernsehfilm)
- 1996–1997: Nash Bridges (Fernsehserie, 18 Episoden)

## Auszeichnungen und Nominierungen
- 1970: Auszeichnung mit dem Oscar für technische Verdienste (Class III), an Hessey und Robert M. Flynn (beide Universal City Studios, Inc.) „for a machine-gun modification for motion picture photography“[1]
- 1979: Nominierung für den Saturn Award für die besten Spezialeffekte für Die Körperfresser kommen, mit Dell Rheaume
- 1995: Auszeichnung mit dem Oscar für technische Verdienste (Technical Achievement Award), an Hessey und Vincent T. Kelton „for the hardware design“ und George Jackman (De La Mare Engineering Inc.) „for the pyrotechnic development which together comprise the non-gun safety blank firing system“[1]